# اچ‌ام‌اس هامبر (۱۹۱۳)
اچ‌ام‌اس هامبر (۱۹۱۳) (به انگلیسی: HMS Humber (1913)) یک کشتی بود که طول آن ۲۶۶ فوت ۹ اینچ (۸۱٫۳۱ متر) بود. این کشتی در سال ۱۹۱۳ ساخته شد.